# Escena de burdel (Frans van Mieris)
Escena de burdel, también conocida como Escena de Herberg, es una pintura de Frans van Mieris de alrededor de 1658-1659. Esta pieza de género, un punto culminante en la obra del artista, es propiedad de Mauritshuis en La Haya desde 1960.

## Presentación
Un hombre y una mujer coqueteando ocupan un lugar central en un interior. Mientras el soldado con coraza sentado levanta su copa vacía y agarra a la mujer de pie por el delantal, ella le sirve otro vino de una jarra de peltre. Su amplio escote desatado ya revela que aquí se representa una casa de virtud suelta. Numerosos detalles en el fondo lo dejan claro al espectador. A la izquierda, por ejemplo, un hombre duerme su aturdimiento ebrio, ropa de cama cuelga sobre la balaustrada de madera y se puede ver a otra pareja a través de una puerta abierta al fondo, siendo la mujer de negro probablemente la madame. El hombre de esta segunda pareja es probablemente un autorretrato del pintor. Incluso el laúd que cuelga en la pared de la izquierda es un símbolo de burdel, ya que los instrumentos musicales simbolizaban amor o lujuria, según el contexto. La referencia más clara y obvia, sin embargo, es el apareamiento de los perritos. El macho fue cubierto en algún momento del mojigato siglo XIX, pero luego ha reaparecido después de una restauración en los años 1960.
Van Mieris fue alumno de Gerrit Dou, uno de los principales pintores finos de Leiden, incluido Van Mieris. Estos pintores intentaron representar la realidad de la manera más realista y detallada posible. Su técnica 'suave' asegura que las pinceladas sean apenas visibles. La escena de burdel es un excelente ejemplo de este estilo, como se puede ver en los reflejos bellamente representados en la jarra o en el frasco y la botellita pintados con gran ojo para los detalles en la repisa de la balaustrada, tras los cuales incluso sobresale una pajita del relleno del colchón.

## Origen
- Propiedad de Lady Seafort.
- Hasta el 1 de mayo de 1875: en posesión del Cap. Bredel.
- Al 16 de junio de 1876: propiedad de A. Devy, Londres .
- Hasta el 25 de junio de 1892: propiedad del conde de Dudley.
- Comprado por E. Steinkopf, Londres.
- 1935: en posesión de la galería German & Co.
- 1940: propiedad de Fritz Mannheimer, Ámsterdam.
- 1941: comprado por Dienststelle Mühlmann, La Haya para Adolf Hitler.
- 1941: incluido en el Führermuseum, Linz.
- Transferido a la Fundación de Propiedad Artística de los Países Bajos, La Haya.
- Transferido al Departamento de Objetos de Arte Distribuidos de Rijks, La Haya.
- 20 de enero de 1960: traslado al Mauritshuis.